# Haushaltssatzung
Die Haushaltssatzung ist ein Begriff aus dem Haushaltsrecht, der die Rechtsgrundlage für den Vollzug des Haushaltsplans in der kommunalen Verwaltung bezeichnet und von der Gemeindevertretung (Rats- oder Stadtverordnetenversammlung) oder dem Kreistag in öffentlicher Sitzung beschlossen wird. Im Gegensatz dazu existiert auf Länder- und Bundesebene jeweils ein Haushaltsgesetz.

## Ablauf
Das Verfahren von der Aufstellung des Haushaltsplans bis zur Rechtswirksamkeit der Haushaltssatzung ist in den Gemeindeordnungen genau festgelegt (z. B. § 80 GemO NRW). Danach wird der Entwurf der Haushaltssatzung mit ihren Anlagen vom Kämmerer aufgestellt und dem Bürgermeister zur Bestätigung vorgelegt. Dieser leitet den von ihm bestätigten Entwurf dem Rat zu. Der Entwurf der Haushaltssatzung mit ihren Anlagen wird sodann bekanntgegeben; in der öffentlichen Bekanntgabe ist eine Frist von mindestens vierzehn Tagen festzulegen, in der Bürger oder Abgabepflichtige gegen den Entwurf Einwendungen erheben können. Die Frist für die Erhebung von Einwendungen ist so festzusetzen, dass der Rat vor der Beschlussfassung über die Haushaltssatzung mit ihren Anlagen in öffentlicher Sitzung darüber beschließen kann. Der Entwurf der Haushaltssatzung mit ihren Anlagen wird vom Rat in öffentlicher Sitzung beraten und beschlossen.
Die vom Rat beschlossene Haushaltssatzung ist der Kommunalaufsicht anzuzeigen. Die Anzeige soll spätestens einen Monat vor Beginn des Haushaltsjahres erfolgen. Die Haushaltssatzung darf frühestens einen Monat nach der Anzeige bei der Aufsichtsbehörde öffentlich bekannt gemacht werden. In ihr werden im Falle einer kameralistischen Haushaltssatzung die Gesamtbeträge der Einnahmen und Ausgaben aufgeführt, getrennt nach Verwaltungshaushalt und Vermögenshaushalt. Im Falle einer doppischen Haushaltssatzung werden die Gesamtbeträge der Erträge und Aufwendungen des Ergebnisplans sowie die Gesamtbeträge der Einzahlungen und Auszahlungen des Finanzplans festgesetzt. Es folgt der Gesamtbetrag der Kredite, der zwar bereits als Einnahme im Vermögenshaushalt enthalten ist, aufgrund seiner Brisanz für die kommunalen Finanzen jedoch nochmals explizit hervorgehoben wird und als Kreditermächtigung der Verwaltung die Befugnis erteilt, Kredite in einer bestimmten Höhe aufzunehmen. Ihm schließt sich der Gesamtbetrag der Verpflichtungsermächtigungen an, die keine Ausgabemittel des laufenden Jahres sind, sondern erst in den folgenden drei Jahren anstehen. Es folgt der Höchstbetrag der Kassenkredite, die zur kurzfristigen Liquiditätssicherung gedacht sind. Und dann werden die festgesetzten Realsteuer-Hebesätze genannt, also für Grundsteuer A und B, sowie die Gewerbesteuer, bei Kreisen entsprechend die Kreisumlage. Darüber hinaus steht es den Kommunen frei, weitere für die Haushaltswirtschaft bedeutsame Entscheidungen in die Haushaltssatzung aufzunehmen.

## Geltung
Die Haushaltssatzung gilt für ein bestimmtes Haushaltsjahr, währenddessen ein neuer Haushaltsplan zu erstellen ist.